# الانتخابات الرئاسية التركية 1966
الانتخابات الرئاسية التركية لسنة 1966 جرت بتاريخ 28 مارس 1966، حيث اجتمعت الجمعية الوطنية الكبرى لاختيار رئيس الجمهورية خلفا للرئيس جمال كورسل قائد ما يسمى لجنة الوحدة الوطنية الانقلابي، ترشح الجنرال السابق جودت صوناي وحيدا في هذه الانتخابات حيث انتخب رئيسا للجمهورية لفترة 7 سنوات.
صمد جودت صوناي في منصبه طوال فترته الرئاسية رغم الأعمال الإرهابية التي شهدتها تركيا والمظاهرات الطلابية والمحاولات الانقلابية الفاشلة.

## التصويت
| إنتخاب رئيس الجمهورية التركية 28 مارس 1966 | إنتخاب رئيس الجمهورية التركية 28 مارس 1966 | إنتخاب رئيس الجمهورية التركية 28 مارس 1966 | إنتخاب رئيس الجمهورية التركية 28 مارس 1966 |
| ------------------------------------------ | ------------------------------------------ | ------------------------------------------ | ------------------------------------------ |
| عدد أعضاء المجلس                           | عدد أعضاء المجلس                           | عدد أعضاء المجلس                           | 634                                        |
| الحاضرون في التصويت                        | الحاضرون في التصويت                        | الحاضرون في التصويت                        | 532                                        |
| الغائبون عن التصويت                        | الغائبون عن التصويت                        | الغائبون عن التصويت                        | 102                                        |
| الأصوات الباطلة أو الإمتناع                | الأصوات الباطلة أو الإمتناع                | الأصوات الباطلة أو الإمتناع                | 71                                         |
| المترشح                                    | الإنتماء الحزبي                            | النتيجة                                    | النسبة                                     |
| جودت صوناي                                 | مستقل                                      | 461                                        | 100%                                       |
| نسبة المشاركة                              | نسبة المشاركة                              | نسبة المشاركة                              | 83,9%                                      |